# ماهی لجن‌خوار
ماهی لجن‌خوار (Hypostomus plecostomus) از خانوادهٔ مکنده‌دهانان (به انگلیسی: Loricariidae) است و قابلیت هم‌زیستی با بیش‌تر ماهی‌های آکواریومی را دارد. این ماهی معمولاً به شیشهٔ های  آکواریوم و در طبیعت به سنگ‌ها و گیاهان چسبیده و با دهان خود سطوح را می‌مکد. با این کار لجن‌های ریزی که به چشم نمی‌آیند اما وجود دارند در سطوح از بین می‌روند. این ماهی هم‌چنین غذاهای باقی‌مانده در کف آکواریوم و روی شن و ماسه‌ها را هم به‌راحتی می‌خورد و محیط را پاکیزه نگه می دارد.

## زیستگاه

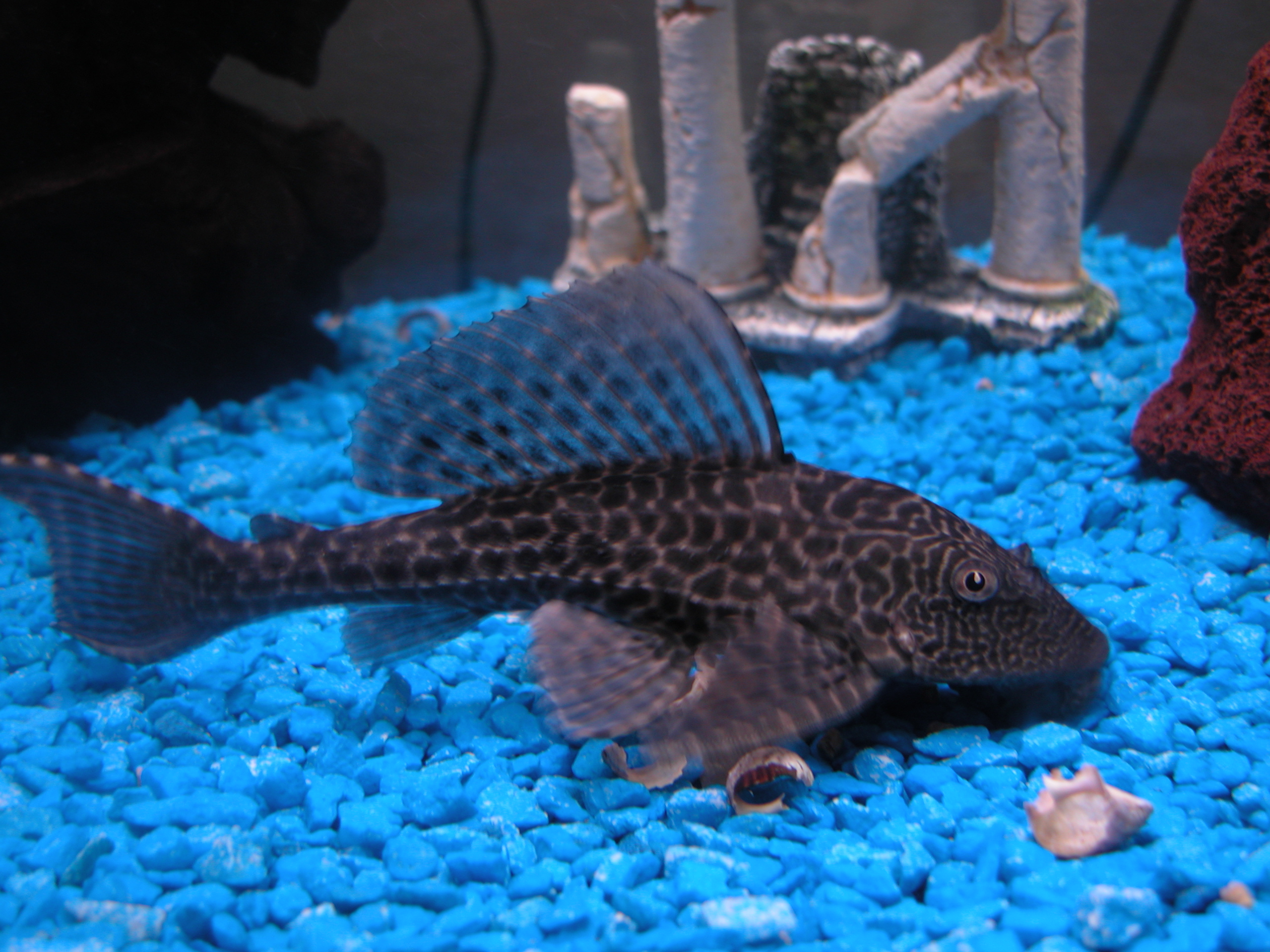
گونه Pterygoplichthys pardalis مهاجم، به طور مکرر و به خطا به عنوان H. plecostomus گزارش شده، گرچه که گونه اخیر تنها محدود به رودهای گویان می باشد.

این ماهی بومی در مناطق شمال شرقی آمریکای جنوبی مانند  برزیل، گویان، ترینیداد و توباگو بوده است. اکنون فقط در اکواریومی ها مشاهده میشوند.

## ویژگی‌ها

### اندازه
این‌گونه از لجن خوارها تا ۳۰ سانتی‌متر رشد می‌کند.

### طول عمر
طول عمر این گونه به ۱۵ تا ۱۸ سال میرسد.

### همسان سازی با محیط
اکثر گونه‌های این ماهی توان همسان سازی رنگ خود با محیط را دارد. رنگدانه‌های پوست این گونه تنها توان تغییر تیرگی و روشنی الگوهای روی پوست را دارد.

## نگهداری در آکواریوم
نگهداری ماهی لجن خوار در آکواریوم بسیار رایج و گسترده‌است. امروزه این ماهی توسط انسان‌ها تکثیر می‌شوند. آن‌ها را می‌توان با انواع سبزیجات مثل کدو و خیار و هویج و سیب زمینی و غذاهای خشک، کرم خونی و … تغذیه کنید.

## شرایط زندگی
دمای مناسب برای زیست نگهداری این ماهیان ۲۴ تا ۲۸ درجه سانتیگراد است.این‌گونه از لجن خوارها تا ۳۰ سانتی‌متر رشد و ۱۵ تا ۱۸ سال عمر می‌کنند.

### رژیم غذایی و روش تغذیه
این گونه شکم،سطح زیرین و دهانی صاف دارد. بدین ترتیب با ایجاد مکش بر روی سطوح سنگ‌ها گیاهان و لاشه ها، آن‌ها را می خورد. این‌گونه همه چیز خوار از جلبک‌ها، گیاهان آبزی، لاشه ماهیان و سخت پوستان تغذیه میکند.
البته باید به این نکته توجه داشت که لجن خوار هم به غذایی به غیر از جلبک و فضولات آکواریوم نیاز دارد، اما به دلیل شکل کلی سر و دهانشان غذاهایی که در سطح آب هستند خوردنشان غیرممکن می‌شود.